# Giuseppe Dossetti
(Giuseppe Dossetti, Omelia per la professione di Giovanni Lenzi, Monte Sole, 1994)
Giuseppe Dossetti (Genova, 13 febbraio 1913 – Oliveto di Monteveglio, 15 dicembre 1996) è stato un presbitero, giurista, politico e teologo italiano.

## Biografia

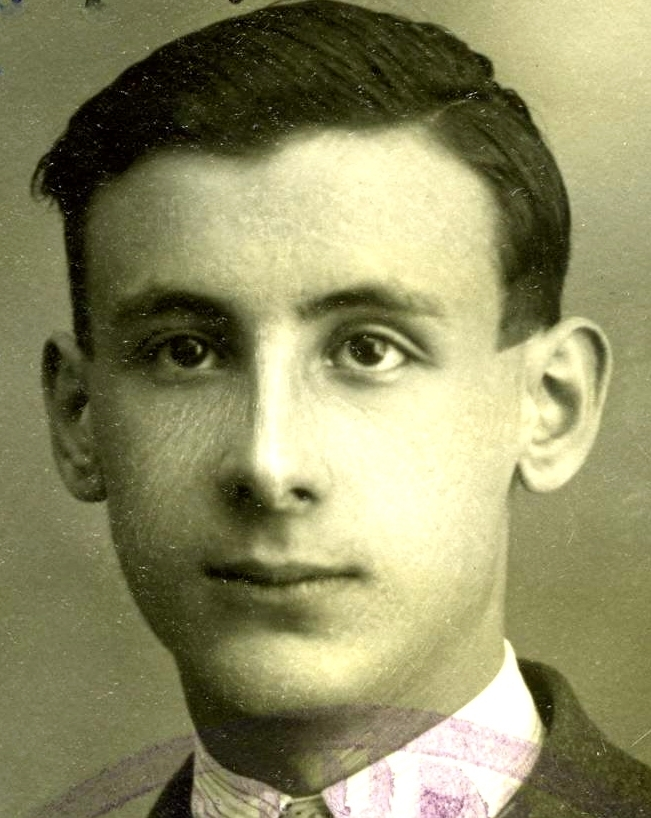
Giuseppe Dossetti in gioventù

Giuseppe Dossetti nacque a Genova il 13 febbraio 1913 da Luigi, farmacista, e Ines Ligabue, pianista. A pochi mesi dalla sua nascita la famiglia si trasferì a Cavriago, in provincia di Reggio Emilia, paese nel quale il padre esercitava la professione di farmacista. A sedici anni, nel 1929, si trasferisce con la famiglia nella città di Reggio Emilia. Centro industriale, a forte insediamento operaio, Reggio e gli incontri che ivi maturarono, in particolare all'interno del vivace movimento cattolico cittadino, pervaso di fermenti innovatori, divennero una tappa fondamentale per la formazione politica e culturale del giovane Dossetti.
Le prime esperienze di Dossetti nell'Azione Cattolica cominciarono nel novembre del 1930 presso il circolo della chiesa di Santo Stefano, di cui era assistente il parroco don Torquato Iori. Nell'ottobre dello stesso anno il vescovo Brettoni lo nominò presidente del centro giovanile "Domenico Longagnani", un circolo interparrocchiale cittadino; solo qualche anno dopo entrò a far parte del "Consiglio della federazione giovanile" come rappresentante degli studenti.

### Studi e carriera accademica, antifascismo
In parallelo all'Azione Cattolica, Dossetti portò a termine gli studi della scuola media superiore e conseguì la maturità classica a Reggio Emilia nel 1930. Non molto tempo dopo si iscrisse alla facoltà di giurisprudenza dell'Università di Bologna dove si laureò il 16 novembre 1934 con lode, discutendo una tesi di diritto canonico, con relatore Cesare Magni, sul tema "La violenza nel matrimonio canonico".
Si iscrisse nel 1934, dopo aver incontrato Padre Agostino Gemelli, presso l'Università Cattolica del Sacro Cuore di Milano, alla scuola di perfezionamento di diritto romano, tappa ritenuta indispensabile per la formazione di un giurista, alloggiando presso il Collegio Augustinianum; in Cattolica fu assistente di Vincenzo Del Giudice alla cattedra di diritto ecclesiastico. Nel 1940 Dossetti vinse il concorso nazionale di ruolo alla cattedra di diritto canonico e fu proprio nello stesso anno che conseguì la libera docenza nella stessa disciplina sviluppando ulteriormente l'argomento della propria tesi, collocandosi tra i più importanti canonisti italiani. Nel 1942 fu chiamato a ricoprire l'incarico di docente di diritto ecclesiastico nell'Università di Modena.
Il suo rigetto del fascismo emerge con forza nell'incontro con il clero della Diocesi di Concordia - Pordenone avvenuto il 17 marzo 1994:
Sono andato al ginnasio - avevo nove anni - nei giorni della Marcia su Roma, nei giorni dell’avvento del Fascismo...Ripensando poi con intelligenza matura quell’evento, ho confermato le prime impressioni infantili o da adolescente del medesimo, cioè l’impressione - per dirla globalmente - di una grande farsa: una grande farsa accompagnata da una grande diseducazione del nostro Paese e del nostro popolo, assieme all’impressione di un grande inganno, anche se seguito certamente con illusione da una maggioranza, che però sempre più si lasciava ingannare e fuorviare. Quindi c’è una prima cosa ben ferma nella maturazione sopravvenuta della mia coscienza e nella riflessione su quegli eventi che la mia fanciullezza, quasi la mia prima adolescenza, aveva vissuto, una riflessione radicale nel profondo: un irriducibile antifascismo, non solo per il passato, ma anche per il presente e per il futuro e per tutto quello che può assimilarsi o preparare un nuovo fascismo. ("Il Vangelo nella Storia. Conversazioni 1993-1995", Ed. Paoline, Milano 2012 - pagina 24)

### Passaggio alla Resistenza
Oltre all'attività universitaria grande fu l'impegno prestato da Dossetti nella Resistenza dopo la caduta del Regime Fascista. Nel settembre del 1943, partecipò alla lotta antifascista del CLN di Cavriago e nel dicembre 1944 entrò nel CLN provinciale di Reggio Emilia in rappresentanza della Democrazia Cristiana e ne divenne presidente.
Il suo nome di battaglia era Benigno. Egli operò sia a livello di lotta clandestina militare sia a livello di educazione politica tessendo le fila di un movimento politico democratico di ispirazione cristiana, arrivando il 24 febbraio ad un documento comune delle delegazioni di Parma, Modena e Reggio Emilia da lui redatto.
Alla fine dello stesso mese, Dossetti abbandonò la pianura e si portò in montagna nella zona controllata dai partigiani. La scelta di essere un partigiano disarmato non gli risparmierà il fuoco della battaglia.  Il 1º aprile 1945, giorno di Pasqua, si troverà ad essere coinvolto in uno degli episodi centrali della Resistenza sull'Appennino tosco-emiliano, noto come lo scontro di Ca' Marastoni, oggi celebrato anche da un sacrario. Quel tragico episodio della sua biografia, in cui perirono numerosi partigiani, torna ripetutamente nei suoi racconti.
Dopo la liberazione, Dossetti fu membro della Consulta nazionale, nata con decreto tra il 4 e il 30 aprile 1945 con il compito di esprimere pareri non vincolanti per il governo su problemi generali o provvedimenti legislativi, soprattutto per i bilanci e le leggi elettorali.
Nell'attività della Democrazia Cristiana, Dossetti comparve a livello nazionale per la prima volta il 12 luglio del 1945, al primo convegno dei "Gruppi giovanili del partito". Nelle elezioni per la direzione, cui il consiglio nazionale procedette immediatamente, Dossetti venne eletto vicesegretario.
Nell'agosto 1945, Dossetti si trasferì a Roma; condusse una battaglia a favore della scelta repubblicana da parte della DC, esprimendo perplessità sulla linea di De Gasperi che non prese mai posizione sulla scelta istituzionale, per non alienarsi l'elettorato meridionale, notoriamente monarchico.
Dossetti pensava che se i comunisti volevano portare avanti una rivoluzione di ispirazione marxista, allora i democratici cristiani dovevano impegnarsi a loro volta per una grande rivoluzione di ispirazione cristiana. Su questo tema cominciò a montare la sua critica nei confronti di De Gasperi, che egli considerava uomo troppo tattico, incapace di dare spazio a questo tipo di evoluzione. Ma il tatticismo di De Gasperi era dovuto a due ragioni: la posizione ufficiale della chiesa di Pio XII (che voleva fare della DC una semplice forza di contrasto al comunismo) e quella degli americani (che avevano i medesimi obiettivi). I primi scontri tra la posizione di Dossetti e Fanfani da una parte e quella di De Gasperi dall'altra nacquero proprio su questo punto.
Il 7 marzo 1946 rassegnò le dimissioni dalla segreteria, dalla direzione e dal consiglio nazionale. Avendo poi ottenuto soddisfazione alle sue richieste, ritirò le dimissioni e rimase in direzione sino al congresso nazionale della DC (24-28 aprile 1946), dove la scelta repubblicana passò con 730.500 voti favorevoli, 252.000 contrari e 79.000 tra astenuti e schede bianche, pur lasciando libertà di voto agli elettori.

### Assemblea Costituente e Camera dei Deputati

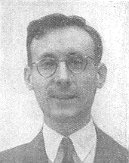
Giuseppe Dossetti nel 1946

Il 2 giugno 1946 Dossetti venne eletto all'Assemblea Costituente nella lista democratico-cristiana, per la circoscrizione Parma-Modena-Piacenza-Reggio Emilia, con 29.793 voti di preferenza dopo una campagna elettorale che l'aveva visto impegnato a favore della scelta repubblicana. Il 15 luglio l'Assemblea decise la costituzione della commissione «incaricata di elaborare e proporre il progetto di Costituzione» e il 19 luglio il presidente comunicò i nomi dei componenti tra i quali Dossetti.
Già il 23 luglio, nella seconda seduta della commissione, Dossetti presentò un progetto di regolamento dei lavori, proponendo la suddivisione in tre sottocommissioni per la preparazione del testo della nuova carta costituzionale repubblicana. La proposta venne accolta e il 25 luglio si procedette alla formazione delle sottocommissioni stesse: Dossetti entrò a far parte della prima sottocommissione che si occupava dei diritti e doveri dei cittadini.
Attivissima fu anche la partecipazione di Dossetti all'impostazione della struttura politica delle linee di sviluppo del nuovo stato nella stesura della Costituzione dove risultò evidente il suo desiderio «di accentuare la profonda originalità della nostra costituzione in confronto delle costituzioni precedenti e specialmente in confronto con quella francese».
Nel settembre 1946 Dossetti, Fanfani, Lazzati e La Pira fondarono il movimento "Civitas humana" per continuare quell'intenso lavoro di comune maturazione iniziato intorno agli anni '40 e al fine di orientare il mondo cattolico verso una riforma politica e sociale ispirata all'eguaglianza e alla partecipazione.
Dossetti venne eletto presidente del movimento nel dicembre, ma tale carica si concluderà già nel luglio successivo, dopo aver dato vita alla rivista Cronache sociali, embrione della corrente politica a cui poi farà riferimento.
Nel 1947 la fine del governo tripartito (DC, PCI, PSI) vide Dossetti estremamente reattivo alla scelta degasperiana delle nuove alleanze con i partiti liberale e repubblicano, manifestando pubblicamente il timore che ciò rappresentasse un freno alle istanze riformatrici della Democrazia Cristiana. Al II congresso nazionale della DC a Napoli, Dossetti venne eletto al sesto posto nel consiglio nazionale e poi nella direzione del partito.
Venne in seguito eletto alla Camera dei deputati il 18 aprile 1948 nella medesima circoscrizione con 44.677 voti di preferenza. Per l'elezione del Presidente della Repubblica Italiana del 1948 la candidatura di Carlo Sforza decisa dagli organi statutari della DC, su proposta di De Gasperi, fu boicottata dai "dossettiani" e dai "gronchiani", ritenendola portatrice di una linea di politica estera troppo filo statunitense. Fu la prima sortita dei franchi tiratori nel Parlamento italiano: rispetto a una base di 436 elettori della DC, oltre a 15 del PRI, Sforza ottenne solo 353 voti al primo scrutinio e 405 al secondo e fu costretto a rinunciare, in favore di Luigi Einaudi che, al contrario, fu eletto, con i voti di tutta la DC.
L'inverno del 1948 vide Dossetti impegnato nel dibattito sulla politica estera soprattutto in relazione alle voci di un'adesione dell'Italia a un patto militare difensivo in funzione anticomunista, che poi si sarebbe concretizzato nell'Alleanza Atlantica. Le riserve circa il coinvolgimento dell'Italia sembravano provenire dalla Santa Sede, rappresentate quanto meno dalla figura del pro-segretario di Stato cardinale Domenico Tardini, che propendeva per il mantenimento della neutralità da parte dello Stato italiano. Dossetti, molto più di De Gasperi, era sensibile alle esigenze del Vaticano con il risultato di una paradossale convergenza tra la componente di sinistra della DC, più filo-vaticana e il neutralismo filosovietico dei partiti social-comunisti. Ciò indusse De Gasperi a intervenire, in proposito, sulla Santa Sede. Tale intervento fu effettuato dal ministro degli esteri Sforza, esautorato alcuni mesi prima dalla corsa al Quirinale proprio dalla componente dossettiana, in un colloquio segreto con il pontefice tenutosi a Castelgandolfo nell'imminenza delle feste natalizie. Dopo tale incontro, Pio XII ritenne opportuno pronunciare, alla vigilia di Natale del 1948, un discorso decisamente favorevole alla linea atlantista, che indusse anche la sinistra democristiana ad adeguarsi.
L'adesione di Giuseppe Dossetti fu, però, più sofferta. Il 22 febbraio 1949, a trattative in corso, infatti, scrisse a De Gasperi sottolineando la necessità di un pubblico dibattito che il Presidente del Consiglio decise di svolgere in Parlamento, richiedendo l'autorizzazione preventiva alla sottoscrizione del trattato. L'11 marzo, prima del voto parlamentare, si tenne una seduta della direzione della DC, nella quale Dossetti fu il solo a votare contro l'adesione dell'Italia. Il giorno dopo, in una riunione del gruppo parlamentare democristiano, Dossetti, Dino Del Bo e Luigi Gui espressero ancora il proprio dissenso ma, al momento del voto alla Camera, Dossetti votò a favore del Patto atlantico, convinto - sembra - da Giuseppe Lazzati. Tra i democristiani, vi furono solo cinque astensioni.
Dossetti si dimise dalla direzione del partito alla vigilia del congresso nazionale di Venezia (2-6 giugno 1949); vi fu rieletto il 20 aprile 1950, durante i lavori del Consiglio Nazionale di Roma quando De Gasperi riuscì a ricomporre una segreteria unitaria, con Dossetti per la seconda volta vicesegretario. Da tale carica si dimise nel luglio del 1951, dopo una forte crisi interna della Democrazia Cristiana che si concluse con la formazione del VII governo De Gasperi (DC-PRI) e l'ascesa di Amintore Fanfani a Ministro dell'agricoltura e foreste.
Il 18 giugno 1952, Dossetti si dimise anche dalla Camera dei deputati, venendo sostituito da Lina Cecchini, senza aver mai ricoperto un incarico governativo; il ruolo di leader della componente dossettiana Cronache sociali fu preso da Fanfani che la trasformò nella corrente Iniziativa democratica.

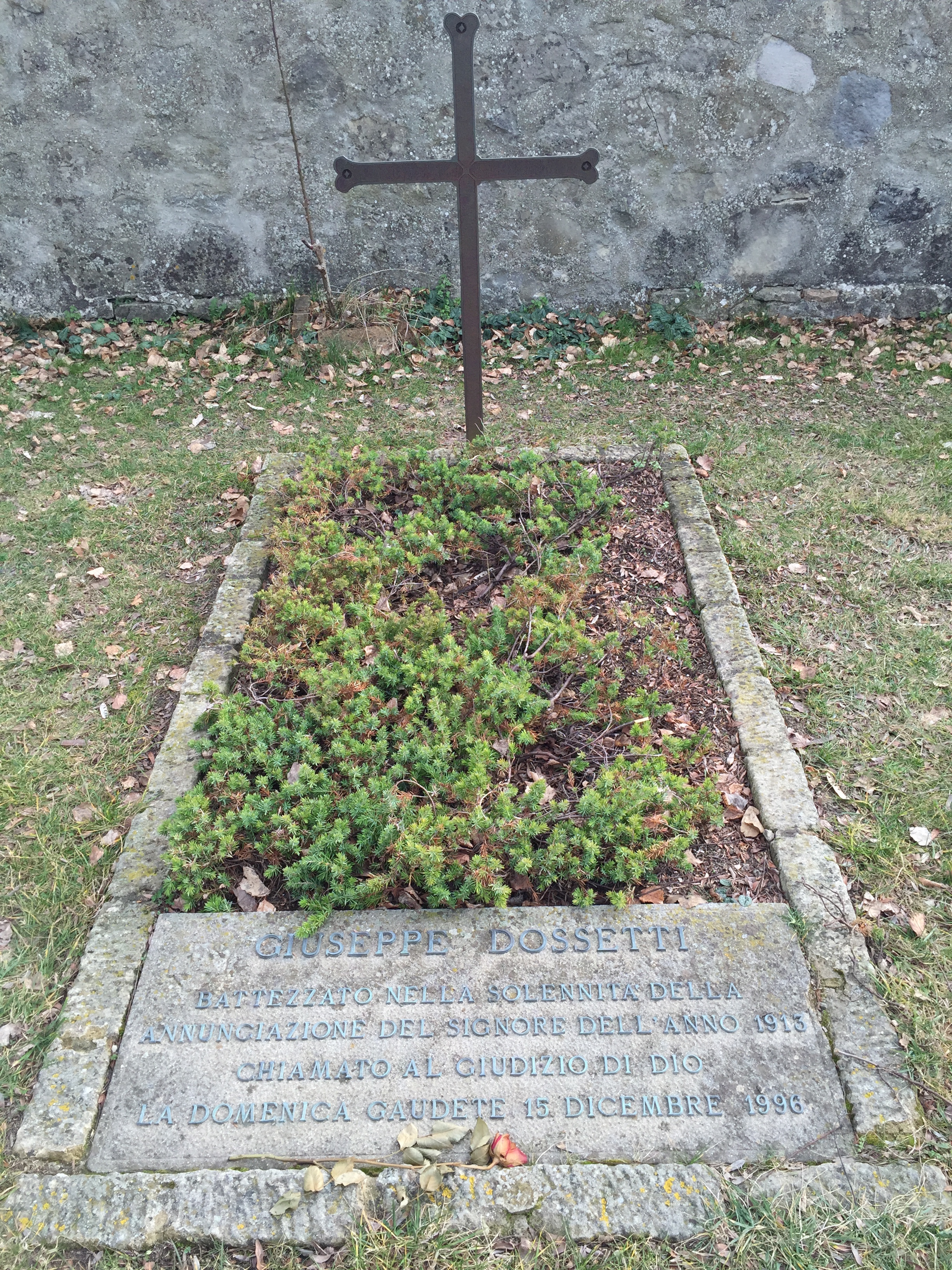
La tomba di Giuseppe Dossetti nel camposanto di Casaglia, ai piedi di Monte Sole.

### Uscita dalla politica nazionale e impegno religioso
Dopo l'uscita dalla politica nazionale, Dossetti fondò a Bologna, in un'antica casa di via San Vitale 114, l'istituto per le scienze religiose (inizialmente chiamato "Centro di documentazione"), un istituto di ricerca a carattere scientifico nel campo delle scienze religiose, per dare "a livello della riflessione critica un contributo al rinnovamento della consapevolezza ecclesiale e perché queste scienze rientrassero a pieno titolo nella dinamica culturale del nostro Paese, superando la loro circoscrizione in ambiti esclusivamente ecclesiastici". Nell'ottobre del 1953 partecipò al congresso del diritto canonico organizzato dall'Università Gregoriana per il IV centenario della sua fondazione.
Nel 1956, Dossetti aderì alla richiesta, rivoltagli dal cardinale Giacomo Lercaro, di candidarsi al comune di Bologna, per inaugurare un nuovo stile di presenza dei cattolici nella realtà cittadina. Il 19 marzo 1956, nel discorso alla Sala Borsa di fronte all'assemblea degli iscritti alla DC di Bologna, Dossetti annunciò la sua candidatura come capolista indipendente della DC per le elezioni amministrative. Al termine di una serrata campagna elettorale, il PCI conservò la maggioranza, guadagnando 35.700 voti rispetto al 1953 ma Dossetti entrò a far parte del consiglio comunale tra i consiglieri di minoranza.
Nel dicembre del 1956 manifestò il desiderio di diventare sacerdote al cardinale Lercaro e, contemporaneamente, si dimise da professore universitario, ritenendo tale ruolo non compatibile con le proprie scelte religiose, monastiche e sacerdotali. Il cardinale, dopo matura riflessione, diede risposta positiva solo nel 1958. Il 25 marzo 1958, Dossetti partecipò per l'ultima volta alla seduta del consiglio comunale, comunicando al sindaco Giuseppe Dozza le proprie dimissioni da consigliere. Subito dopo, Dossetti vestì l'abito clericale e si ritirò al santuario di San Luca per iniziare la sua preparazione. Fu ordinato sacerdote il 6 gennaio 1959.
Nel 1960 Giuseppe Dossetti partecipò ai lavori del Concilio Vaticano II come collaboratore del cardinale Lercaro e la sua opera principale fu la revisione del Regolamento dei lavori del Concilio. A fine Concilio fu nominato pro-vicario di Bologna. Nel dicembre del 1967, Giuseppe Dossetti lavora all'omelia che il cardinale pronuncia a Bologna, il 1º gennaio 1968, prima giornata della pace, nella quale condanna i bombardamenti sul Vietnam in nome di Dio. È un caso internazionale; papa Paolo VI giunge alla drammatica decisione di rimuovere il cardinale Lercaro dalla sua carica. L'allontanamento di Lercaro dal soglio episcopale di Bologna coincise con il ritiro di Dossetti nella comunità monastica Piccola famiglia dell'Annunziata da lui fondata a Monteveglio. Visse da allora in diverse case della comunità, in particolare in Israele.
Dossetti muore a Monteveglio il 15 dicembre 1996 ed i solenni funerali si sono svolti nella Basilica di San Petronio presieduti dall'arcivescovo di Bologna, il cardinale Giacomo Biffi, e venne sepolto nel cimitero di Casaglia di Monte Sole, insieme ai martiri dell'eccidio.

## Vita privata
Fratello di Ermanno Dossetti, deputato della DC, Giuseppe ha avuto un nipote che portava il suo stesso nome, Giuseppe Dossetti, figlio di Ermanno, diventato anche lui sacerdote nell'ottobre 1971 e parroco di San Pellegrino e del Buon Pastore a Reggio Emilia. Altre due nipoti, figlie anche loro di Ermanno, sono suore nel vicino monastero della Piccola Famiglia dell'Annunziata fondato dal giurista.

## Opere

### Opera omnia
- Giuseppe Dossetti. I testi

I, Archivio della famiglia e Lettere alla comunità
I.1, La Piccola famiglia dell'Annunziata. Le origini e i testi fondativi, 1953-1986, Milano, Paoline, 2004. ISBN 88-315-2742-8.
I.2, Lettere alla comunità, 1964-1971, Milano, Paoline, 2006. ISBN 88-315-3051-8.
I.3.1, Discorsi ed esercizi spirituali, Milano, Paoline, 2006. ISBN 88-315-2957-9.
II, Omelie
II.1, Omelie del tempo di Natale, Milano, Paoline, 2004. ISBN 88-315-2736-3.
II.2, Omelie e istruzioni pasquali, 1968-1974, Milano, Paoline, 2005. ISBN 88-315-2780-0.
II.3, Omelie del tempo di Pasqua, Milano, Paoline, 2007. ISBN 978-88-315-3217-4.
II.4, Omelie e istruzioni pasquali, 1975-1978, Milano, Paoline, 2009. ISBN 978-88-315-3575-5.
II.5, Omelie delle feste del Signore, tempo ordinario, Milano, Paoline, 2011. ISBN 978-88-315-4094-0.
III, Discorsi ed esercizi spirituali
III.1, La parola e il silenzio. Discorsi e scritti 1986-1995, Milano, Paoline, 2005. ISBN 88-315-2957-9.
IV, Pensieri e consigli spirituali
IV.1, La coscienza del fine. Appunti spirituali 1939-1955, Milano, Paoline, 2010. ISBN 978-88-315-3830-5.

#### Scritti politici
- Chiesa e Stato democratico, Roma, Servire, 1947.
- I discorsi di Giuseppe Dossetti a Palazzo D'Accursio. 30 giugno 1956 - 30 gennaio 1958, Bologna, Centro studi sociali e amministrativi, 1958.
- Dossetti giovane. Scritti reggiani. 1944-1948, Roma, Cinque lune, 1982.
- Interventi alla Costituente. Contributi reggiani, con Leonilde Iotti e Meuccio Ruini, Bologna, Analisi, 1986.
- Sentinella, quanto resta della notte? (Isaia 21, 11). Commemorazione di Giuseppe Lazzati nell'anniversario della morte. Milano, 18 maggio 1994, Reggio Emilia, San Lorenzo, 1994. ISBN 88-8071-044-3.
- Sentinella, quanto resta della notte? Riflessioni sulla transizione italiana, Roma, Lavoro, 1994. ISBN 88-7910-623-6.
- La ricerca costituente (1945-1952), Bologna, Il Mulino, 1994. ISBN 88-15-04732-8.
- La Costituzione italiana. Istruzioni per l'uso, a cura di don Giuseppe Dossetti, Ettore Gallo, Alessandro Pizzorusso e Gugliemo Simoneschi, Roma, il manifesto, 1995.
- Costituzione e Resistenza, Roma, Sapere 2000, 1995. ISBN 88-7673-154-7.
- I valori della Costituzione. Giuseppe Dossetti e Nilde Iotti a Monteveglio, Reggio Emilia, Pozzi, 1995.
- I valori della Costituzione, Reggio Emilia, San Lorenzo, 1995. ISBN 88-8071-051-6.
- I valori della costituzione italiana, Modena, Mucchi, 1995.
- Scritti politici (1943-1951), Genova, Marietti, 1995. ISBN 88-211-6625-2.
- Prefazione a Michele Del Gaudio, Vi racconto la Costituzione. Un magistrato e un gruppo di giovani, Roma, Editori Riuniti, 1995. ISBN 88-359-3905-4.
- Prefazione a Michele Del Gaudio, Vi racconto la Costituzione. Ciò che ogni cittadino dovrebbe sapere del testo fondamentale della nostra Repubblica, Roma, Editori Riuniti, 1995. ISBN 88-359-4000-1.
- I valori della Costituzione italiana. Atti del Convegno La Costituzione della Repubblica oggi: principi da custodire, istituti da riformare, Napoli, 20 maggio 1995, Napoli, La città del sole, 1996. ISBN 88-86521-44-8.
- La Costituzione. Le radici, i valori, le riforme, Roma, Lavoro, 1996. ISBN 88-7910-643-0.
- Due anni a Palazzo d'Accursio. Discorsi a Bologna 1956-1958, Reggio Emilia, Aliberti, 2004. ISBN 88-7424-030-9.

#### Scritti religiosi
- Alcuni aspetti del mistero della Chiesa. Esercizi spirituali. Marola, settembre 1984, con Umberto Neri, Reggio Emilia, San Lorenzo, 1985.
- Con Dio e con la storia. Una vicenda di cristiano e di uomo, Genova, Marietti, 1986.
- La gioia del cristiano, con Umberto Neri, Reggio Emilia, San Lorenzo, 1987.
- Non restare in silenzio, mio Dio, Reggio Emilia, San Lorenzo, 1987.
- Introduzione a Luciano Gherardi, Le querce di Monte Sole. Vita e morte delle comunità martiri fra Setta e Reno, 1898-1944, Bologna, Il Mulino, 1987. ISBN 88-15-01176-5.
- Memoria di Giacomo Lercaro, in Chiese italiane e Concilio. Esperienze pastorali nella Chiesa italiana tra Pio XII e Paolo VI, Genova, Marietti, 1988. ISBN 88-211-9451-5.
- Don Gianfranco Magnani. Un prete per la Chiesa e per la città, Cavriago, Tipolitografia Bertani, 1988.
- Ho imparato a guardare lontano, Cavriago, Comune di Cavriago, 1988.
- Se tu non mi parli, io sono come chi scende nella fossa, Reggio Emilia, San Lorenzo, 1988.
- Credo in un solo Dio Padre onnipotente. Il problema di Dio, il mondo spirituale e l'idolatria, il fine soprannaturale dell'uomo, Reggio Emilia, San Lorenzo, 1990.
- Per la vita del mondo, con Luigi Giussani, Bologna, Edizioni dehoniane, 1990. ISBN 88-10-93067-3.
- Credo in un solo Signore, Gesù Cristo. Il terzo giorno è risuscitato secondo le Scritture, è salito al cielo, siede alla destra del Padre. e di nuovo verrà nella gloria, per giudicare i vivi e i morti e il suo regno non avrà fine, Reggio Emilia, San Lorenzo, 1991.
- Credo in un solo Signore Gesù Cristo. Figlio di Dio Crocifisso, Reggio Emilia, San Lorenzo, 1992.
- Come un bambino in braccio a sua madre, con Carlo Maria Martini e Umberto Neri, Reggio Emilia, San Lorenzo, 1993.
- Il viaggio della vita. Un cammino spirituale per uscire dalla tossicodipendenza e diventare uomini, Bologna, EDB, 1993. ISBN 88-10-80769-3.
- Conversazioni, Milano, In Dialogo, 1994. ISBN 88-85985-89-0.
- L'esegesi spirituale secondo D. Divo Barsotti, Reggio Emilia, San Lorenzo, 1995. ISBN 88-8071-049-4.
- Il Concilio ecumenico vaticano II. Prolusione inaugurale per l'anno accademico 1994-95 dello Studio teologico interdiocesano di Reggio Emilia, Reggio Emilia, San Lorenzo, 1995. ISBN 88-8071-050-8.
- Il Vaticano II. Frammenti di una riflessione, Bologna, Il Mulino, 1996. ISBN 88-15-05148-1.
- Dossetti tra Chiesa e Stato. Memorie e testimonianze, Reggio Emilia, Pozzi, 1997.
- La parola e il silenzio. Discorsi e scritti 1986-1995, Bologna, Il Mulino, 1997. ISBN 88-15-06294-7.
- Eucaristia e città, Roma, AVE, 1997. ISBN 88-8065-158-7; 2011. ISBN 978-88-8284-625-1.
- Un solo Signore. Esercizi spirituali, Bologna, EDB, 2000. ISBN 88-10-93049-5.
- L'identità del cristiano. Esercizi spirituali, EDB, 2000. ISBN 88-10-93050-9.
- Per una «Chiesa eucaristica». Rilettura della portata dottrinale della costituzione liturgica del Vaticano II. Lezioni del 1965, Bologna, Il Mulino, 2002. ISBN 88-15-08485-1.
- La parola di Dio seme di vita e di fede incorruttibile, Bologna, EDB, 2002. ISBN 88-10-92806-7.

#### Scritti giuridici
- Le persone giuridiche ecclesiastiche e il nuovo libro primo del Codice civile, Milano, Vita e pensiero, 1939.
- Il concetto giuridico dello status religiosus in Sant'Ambrogio, Milano, Vita e pensiero, 1940.
- La violenza nel matrimonio in diritto canonico, Milano, Vita e pensiero, 1943.
- La formazione progressiva del negozio nel matrimonio canonico. Contributo alla dottrina degli sponsali e del matrimonio condizionale, Bologna, Zanichelli, 1954.
- Funzioni e ordinamento dello Stato moderno, Roma, Editr. "Studium", 1961.
- Grandezza e miseria del diritto della Chiesa, Bologna, Il Mulino, 1996. ISBN 88-15-05141-4.